# Liste der Erzbischöfe von Turku

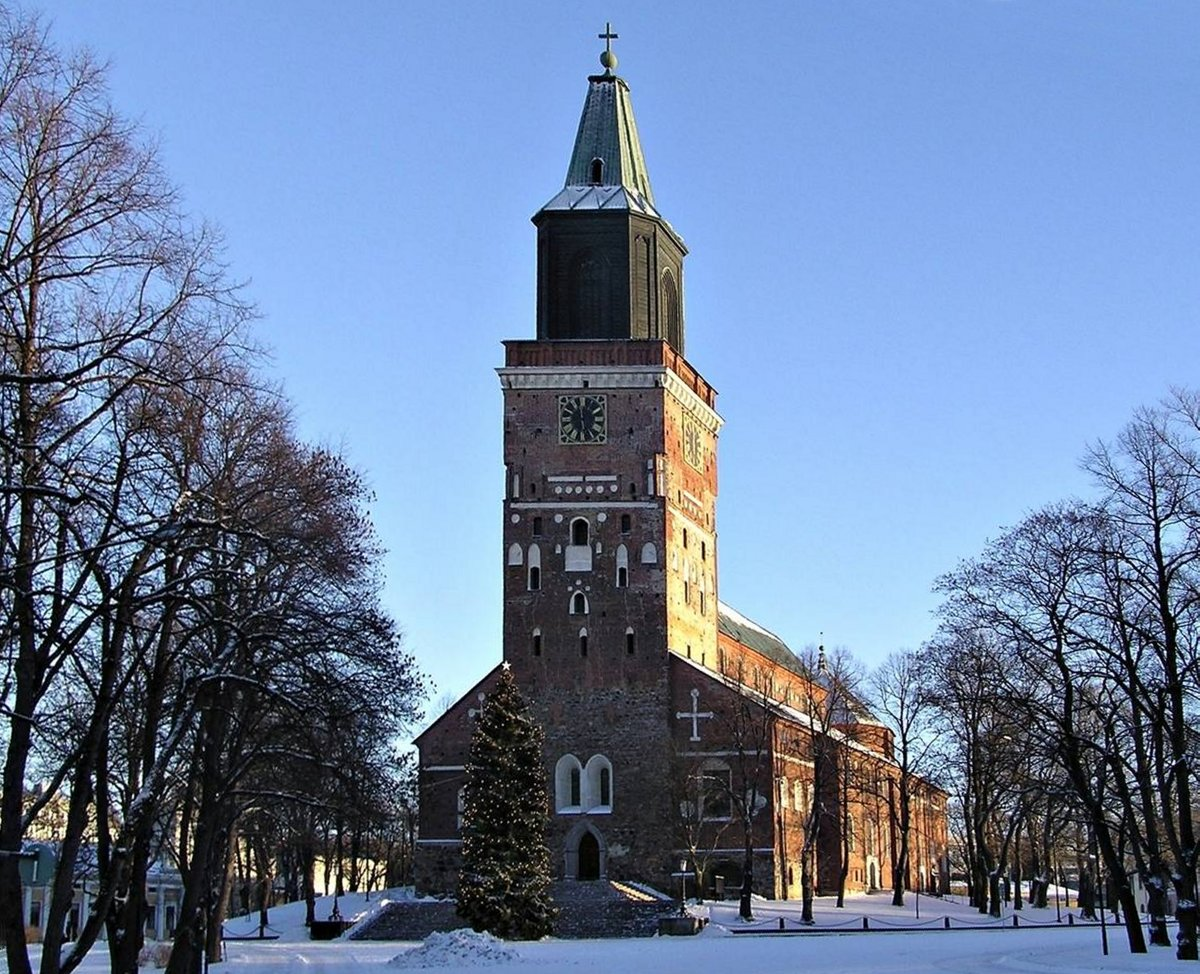
Der backsteingotische Dom zu Turku (Åbo)

Die folgenden Personen waren Bischöfe und Erzbischöfe des Erzbistums Turku. Seit der Reformation sind die Bischöfe (bzw. seit 1817 Erzbischöfe) Oberhaupt der Evangelisch-Lutherischen Kirche Finnlands:

## Ortbischöfe

### Bis zur Reformation

#### Missions-Bischöfe von Finnland
Ungesichert:
- Heinrich 1156
- Rudolfus
- Folquinus

Historisch:
- Thomas 1225–1245
- Bero 1248–1258

#### Bischöfe von Turku
1. Ragvald 1258–1266
2. Catillus 1266–1286
3. Johannes 1286–1290
4. Maunu 1291–1308
5. Ragvald 1309–1321
6. Pentti 1321–1338
7. Hemming 1338–1366
8. Heinrich Hartmaninpoika 1366–1367
9. Johannes Pietarinpoika 1367–1370
10. Johannes Westfal 1370–1385
11. Bero Balk 1385–1412
12. Maunu Olavinpoika Tavast 1412–1450
13. Olavi Maununpoika 1450–1460
14. Konrad Bitz 1460–1489
15. Maunu Niilonpoika Särkilahti (Magnus Nicolai Stiernkors) 1489–1500
16. Lauri Suurpää 1500–1506
17. Johannes Olavinpoika 1506–1510
18. Arvid Kurki 1510–1522
19. Ericus Svenonius 1523–1527
20. Martti Skytte 1528–1550

### Nach der Reformation

#### Bischöfe von Turku
1. Mikael Agricola 1554–1557
2. Pietari Follingius 1558–1563
3. Paavali Juusten 1563–1575
4. Ericus Erici Sorolainen 1583–1625
5. Isaacus Rothovius 1627–1652
6. Aeschillus Petraeus 1652–1657
7. Johannes Terserus 1658–1664
8. Johannes Gezelius der Ältere 1664–1690
9. Johannes Gezelius der Jüngere 1690–1718
10. Hermann Witte 1721–1728
11. Lars Tammelin 1728–1733
12. Jonas Fahlenius 1734–1748
13. Johann Browallius 1748–1755
14. Karl Fredrik Mennander 1757–1775
15. Jakob Haartman 1776–1788
16. Jakob Gadolin 1788–1802
17. Jakob Tengström 1803–1817

#### Erzbischöfe von Turku
1817 wurde das Bistum zum Erzbistum erhoben. Dementsprechend wurde das Bischofsamt zum Erzbischof aufgewertet.
1. Jakob Tengström 1817–1832
2. Erik Gabriel Melartin 1833–1847
3. Edvard Bergenheim 1850–1884
4. Torsten Thure Renvall 1884–1898
5. Gustaf Johansson 1899–1930
6. Lauri Ingman 1930–1934
7. Erkki Kaila 1935–1944
8. Aleksi Lehtonen 1945–1951
9. Ilmari Salomies 1951–1964
10. Martti Simojoki 1964–1978
11. Mikko E. Juva 1978–1982
12. John Vikström 1982–1998

#### Bischöfe von Turku
Seit 1998 verfügt das Erzbistum neben dem Erzbischof (leitender Bischof der Gesamtkirche) über einen zweiten Bischof.
1. Ilkka Kantola 1998–2005
2. Kari Mäkinen 2006–2010
3. Kaarlo Kalliala 2011–2021
4. Mari Leppänen seit 2021

## Leitender Bischof der Finnischen Kirche
1. Erzbischof Jukka Paarma  1998–2010
2. Erzbischof Kari Mäkinen 2010–2018
3. Erzbischof Tapio Luoma seit 2018